# Брюне, Жан-Андре Луи
Жан-Андре Луи Брюне (3 февраля 1803, Валансе — 18 июня 1855, Малахов курган) — французский офицер, дивизионный генерал. Участник Крымской войны. Погиб при штурме Малахова кургана.

## Биография
Жан-Андре Луи Брюне родился 3 февраля 1803 года в Валансе, департамент Дром во Франции. Он обучался в военной академии Сен-Сир с 1819 по 1821 год. Он был возведен в звание кавалера ордена Почетного легиона 6 октября 1837 года, в офицерское звание 18 сентября 1847 года и в звание командора 10 августа 1853 года. Награждён «Большим крестом Ордена Святого Григория Великого» Ватикана. Участник Крымской войны. На май 1855 года дивизионный генерал, командир 5-й дивизии 2-го корпуса генерала П. Боске. Погиб при штурме Малахова кургана в Крыму 18 июня 1855 года в возрасте 52 лет.
Участник отражённого русскими штурма Малахова кургана Ж. Эрбе писал: «Наши потери гораздо менее значительны, но между убитыми находятся начальники дивизий — Брюне и Майран».

Перед всем своим удручённым неудачей главным штабом Ж.-Ж. Пелисье сказал: «Если бы Майран и Брюне не были убиты, я бы их предал военному суду» [за неудачу штурма]. Капитан зуавов Перре, передавая это, укоряет Пелисье в несправедливости. В частности, неясно, чем провинился Брюне, нисколько не нарушивший диспозиции главнокомандующего.

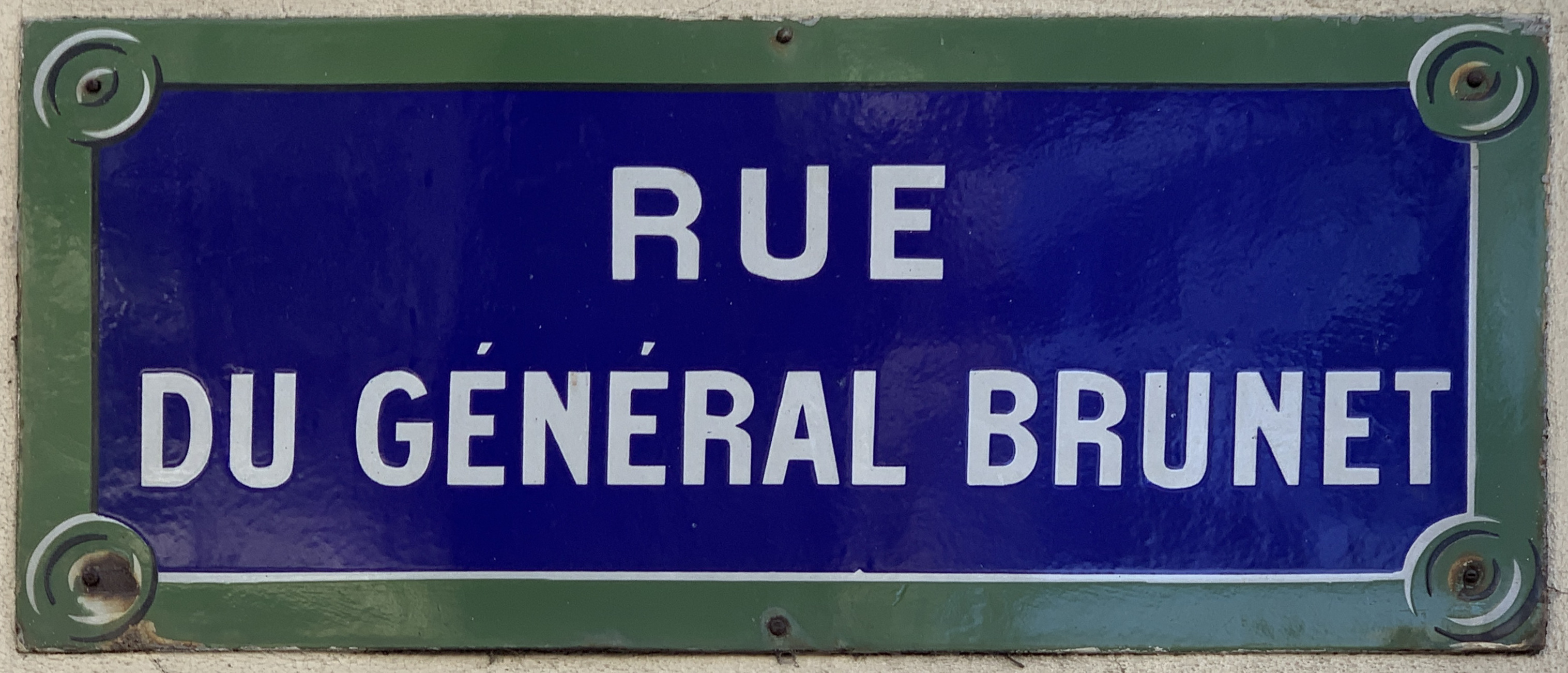

## Семья
Женился в 1835 году. У него было 3 детей:
- Луи Артур Генерал Брюне (бригадный генерал) (1837—1904)

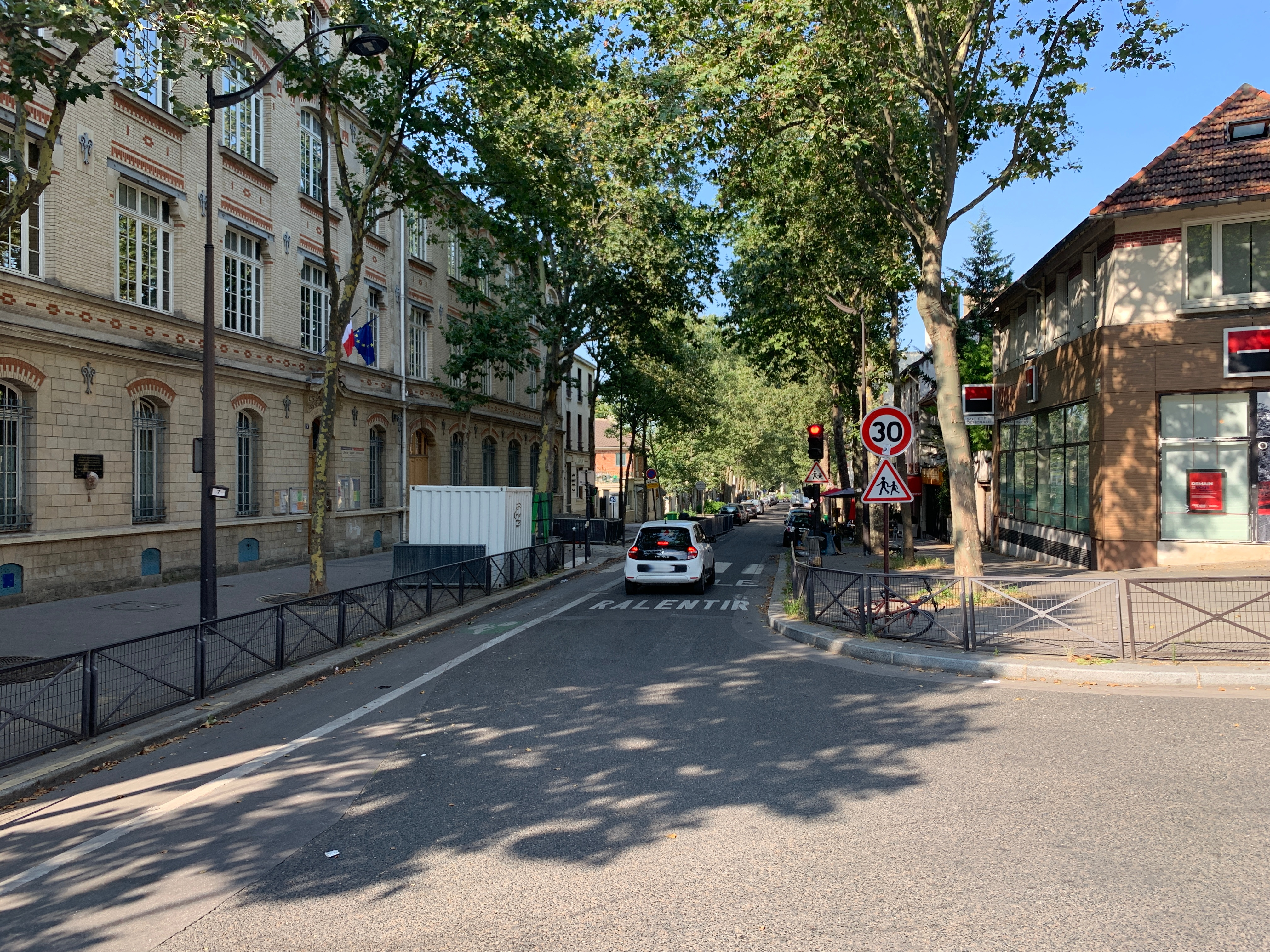
Улица генерала Брюне, XIX округ, Париж

- Ришар Луи Брюне (1838—1907)
- Мария Луиза Брюне (1847—1853)[3]

## Память
Улица созданная 20 мая 1875 года и расположенная в Американском квартале 19-го округа Парижа 10 ноября 1877 была названа именем генерала Брюне (фр. Rue Du Général Brunet).